# Cyclocephala panthera
Cyclocephala panthera är en skalbaggsart som beskrevs av Roger Paul Dechambre 1979. Cyclocephala panthera ingår i släktet Cyclocephala och familjen Dynastidae. Inga underarter finns listade i Catalogue of Life.